# Brenner (Band)
Brenner ist eine Deutschrock-Band aus Gifhorn und Berlin.

## Bandgeschichte
Brenner wurden 2018 von den beiden Sängern und Songwritern Markus Siebert und Martin Goldenbaum (beide Gesang/Gitarre), Marc Beierstedt (Gitarre), Volker Schlag (Bass) und Mario Enrico Oliva (Schlagzeug) gegründet. Ihr erster großer Auftritt fand in einem ausrangierten Bahnhof in Gifhorn statt, den Volker Schlag zu einem Liveclub umfunktionierte. Gitarrist Marc Beierstedt ist sein langjähriger Kollege, mit dem er bereits in verschiedenen Bands gespielt hat. Über den Live-Club lernten die beiden ihre drei späteren Mitmusiker kennen.
Die Band begann schon von Beginn an sich als Biker-Band zu vermarkten und bezeichneten ihren Stil selbst als „Rockmusik mit deutschen Texten für Biker“. Es fand ein Auftritt bei einem Songwriter-Contest von Electrola statt, bei dem das Thema Motorradfahrer-Songs im Vordergrund stand. Anschließend folgten einige weitere Auftritte, bei denen die Band ihre selbst designten Biker-Mikrofonständer vorführte. Danach traten sie bei der Neuen Welle von Universal Electrola auf, einer Fachmesse, bei der die oberste Riege von Universal vertreten war. Universal Music nahm die Band dann auch unter Vertrag.
Das Label schickte die Band zu Vincent Sorg (unter anderem Broilers, Die Toten Hosen) nach Münster ins Studio, wo das selbstbetitelte Debütalbum entstand, das am 15. März 2019 veröffentlicht wurde und Platz 26 der deutschen Charts erreichte. Mit Alles was ich will steuerte die Band 2018 den Titelsong zur sechsten Staffel von Promi Big Brother bei.

## Diskografie
- 2019: Brenner (Electrola/Universal Music)
- 2021: Rockschlager (Electrola/Universal Music)